# Gaz Metan Mediaș
Club Sportiv Gaz Metan Mediaș – rumuński klub piłkarski, grający obecnie w Liga III, mający siedzibę w mieście Mediaș, leżącym w okręgu Sybin.

## Historia
W 1945 roku został utworzony klub, nazwany wówczas Karres Mediaș. W 1947 roku z nową nazwą CSM Mediaș po raz pierwszy awansował do pierwszej ligi, ale nie utrzymał się w niej. W latach 1948–1949 występował jako Gaz Mediaș. W 1951 drugoligowy klub Flacăra Mediaș pierwszy raz w historii dotarł do finału Pucharu Rumunii, w którym przegrał 1:3 z CCA Bukareszt. Klub również nazywał się Partizanul Mediaș oraz Energia Mediaș i występował w drugiej i trzeciej ligach. W 2000 roku po raz drugi już jako Gaz Metan Mediaș awansował do pierwszej ligi. Na zakończenie sezonu 2008/2009, klub zajął spadkowe 15. miejsce, ale utrzymał się w niej po decyzji karnej dla Argeș Pitești, który został zdegradowany przez aferę korupcyjną.
Największy sukces zespołu to 12. miejsce w pierwszej lidze w 1948. Jeden raz zespół wygrywał rozgrywki drugiej ligi i pięciokrotnie zostawał jej wicemistrzem.

## Sukcesy
- Liga II
  - mistrzostwo (2): 1999/2000, 2015/2016
  - wicemistrzostwo (5): 1946/1947, 1952, 1954, 2004/2005, 2007/2008
- Liga III
  - mistrzostwo (3): 1972/1973, 1976/1977, 1992/1993
- Cupa României
  - finał: 1951

## Europejskie puchary
Legenda do wszystkich tabel:
- Q – runda eliminacyjna, 1/16, 1/8, 1/4, 1/2 – odpowiednia faza rozgrywek, Grupa – runda grupowa, 1r gr – pierwsza runda grupowa, 2r gr – druga runda grupowa, F – finał, R – runda, PO – play-off
- k. – rzuty karne, los. – losowanie, Dogr. – dogrywka, w. – zasada bramek strzelonych na wyjeździe

| Sezon   | Rozgrywki   | Runda | Przeciwnik         | Dom | Wyjazd | Ogólnie     |
| ------- | ----------- | ----- | ------------------ | --- | ------ | ----------- |
| 2011/12 | Liga Europy | 2Q    | Kuopion Palloseura | 2–0 | 0–1    | 2–1         |
| 2011/12 | Liga Europy | 3Q    | 1. FSV Mainz 05    | 1–1 | 1–1    | 2–2, k: 4–3 |
| 2011/12 | Liga Europy | PO    | Austria Wiedeń     | 1–0 | 1–3    | 2–3         |

## Skład na sezon 2017/2018
| Nr | Poz. | Piłkarz                                            |
| -- | ---- | -------------------------------------------------- |
| 1  | BR   | Alexandru Greab                                    |
| 2  | OB   | João Diogo                                         |
| 3  | OB   | Cristian Sîrghi                                    |
| 5  | OB   | Sokratis Fitanidis                                 |
| 7  | PO   | David Caiado                                       |
| 8  | NA   | Alexandru Buziuc                                   |
| 9  | NA   | Mario Rondón                                       |
| 10 | PO   | Diogo Rosado                                       |
| 11 | PO   | Andrei Tîrcoveanu (wypożyczony z Dinama Bukareszt) |
| 12 | BR   | Răzvan Pleșca                                      |
| 15 | OB   | Iulian Cristea                                     |
| 17 | PO   | Darius Olaru                                       |
| 18 | NA   | Ely                                                |
| 19 | PO   | Nasser Chamed                                      |

| Nr | Poz. | Piłkarz                                           |
| -- | ---- | ------------------------------------------------- |
| 20 | PO   | Ionuț Neagu                                       |
| 22 | PO   | Milan Mitić                                       |
| 23 | PO   | Sergiu Popovici                                   |
| 24 | OB   | Sorin Bușu                                        |
| 25 | OB   | Daniel Pop                                        |
| 27 | PO   | Laurențiu Manole (wypożyczony z Dinama Bukareszt) |
| 28 | OB   | Paul Pârvulescu                                   |
| 30 | BR   | Andrei Cristea-David                              |
| 32 | OB   | Marius Constantin (kapitan)                       |
| 33 | OB   | Valentin Crețu                                    |
| 77 | PO   | Alexander Fioretos                                |
| 80 | PO   | Roberto Romeo                                     |
| 94 | NA   | Edinho Júnior                                     |